# El que murió de amor
El que murió de amor es una película fantástica mexicana de 1945 dirigida por Miguel Morayta. Está protagonizada por Julián Soler, Luis Aldás y Hilde Krüger. Los decorados de la película fueron diseñados por el director de arte Luis Moya.

## Argumento
Carlos Verlan (Luis Aldás) está enamorado y mal correspondido de la esposa del conde Octavio de Rimidski (Julián Soler). Carlos conocerá al doctor Aladino (Fernando Cortés), un inescrupuloso que a través de su magia elabora un plan para ayudar a Carlos: hacerlo cambiar cuerpos con el conde.

## Reparto
- Julián Soler como Conde Octavio de Reminsky.
- Luis Aldás como Carlos Verlan.
- Hilde Krüger como Condesa María.
- Amparo Morillo como Elisa.
- Fanny Schiller como Tía Rita.
- Pita Amor como Julia.
- Rosa Castro como Tía de Carlos.
- Jorge Treviño como el general Sibelius.
- Conchita Carracedo como Lolita, criada.
- Fernando Cortés como Dr. Aladino.
- Norma Ancira
- Alejandro Ciangherotti como Narrador.
- Julio Daneri como Padrino en duelo.
- Ángel Di Stefani como Invitado a recepción.
- José Escanero como Empleado del conde.
- Ana María Hernández como Invitada a recepción.
- Ramón G. Larrea como Médico.
- Héctor Mateos como Padrino de duelo.
- Manuel Pozos
- José Ignacio Rocha como Anciano indigente.
- Joaquín Roche como Mayordomo.